# Ken Griffey Jr.'s Slugfest
Ken Griffey Jr.'s Slugfest es un videojuego de béisbol desarrollado por Angel Studios y publicado por Nintendo para las consolas Nintendo 64 y Game Boy Color. El juego únicamente salió en Estados Unidos, llegando al mercado norteamericano el 11 de mayo de 1999.
Ken Griffey Jr.'s Slugfest es la secuela del juego Major League Baseball Featuring Ken Griffey, Jr., desarrollado para Nintendo 64, y éste a su vez es la secuela de Ken Griffey Jr. Presents Major League Baseball, desarrollado para Super Nintendo.